# Erich Przybyllok
Erich Hugo Günther Przybyllok (* 30. Juni 1880 in Tarnowitz, Oberschlesien; † 11. September 1954 in Köln) war ein deutscher Astronom.

## Biografie
Erich Przybyllok studierte an der Albert-Ludwigs-Universität Freiburg und an der
Schlesischen Friedrich-Wilhelms-Universität. Mit einer Doktorarbeit  bei Julius Franz wurde er 1904 in Breslau zum Dr. phil. promoviert. Anschließend war er Assistent an den Sternwarten Breslau und  Königsberg, der Sternwarte Heidelberg und der Alten Sternwarte Bonn. 1909/10 und 1914–1921 war er Mitarbeiter des Preußischen Geodätischen Instituts in Potsdam. Er nahm als Astronom und Erdmagnetiker an der von Wilhelm Filchner geleiteten Zweiten Deutschen Antarktisexpedition 1911/12 sowie an der Vorexpedition nach Spitzbergen 1910 teil. Ab 1921 lehrte er als o. Professor an der Albertus-Universität Königsberg. Daneben leitete er die Sternwarte Königsberg bis zu deren Zerstörung durch die Luftangriffe auf Königsberg. Nach dem Zweiten Weltkrieg gehörte er dem Lehrkörper der Universität zu Köln an.
Przybyllok hatte 1920 in Potsdam Maria Agnes Schwab geheiratet. Er verstarb im Alter von 74 Jahren in der Kölner Universitätsklinik.
Er ist Namensgeber des Bergs Przybyllokfjellet in Sabine-Land auf der Insel Spitzbergen.